# Филлипс, Стивен Генри
Стивен Генри Филлипс (англ. Stephen Henry Phillips; 16 августа 1823, Сейлем (Массачусетс) —9 апреля 1897, там же) — американский юрист, политик, государственный деятель, генеральный прокурор штата Массачусетс (1858—1861) и Королевства Гавайи (1866—1873), министр иностранных дел (1868—1869) и тайный советник короля Гаваев Камеамеа V.

## Биография
Сын политика. Обучался в частных школах Сейлема, Нью-Йорка и Вашингтона. В 1842 году окончил Гарвардский университет. Был членом общества Phi Beta Kappa. Затем продолжил изучать право в Гарвардской юридической школе. В числе его учителей был Джозеф Стори, который в то время работал в Верховном суде США.
Республиканец. С 1856 года был делегатом Республиканского национального собрания в Филадельфии. С 1858 по 1861 год С. Филлипс был генеральным прокурором штата Массачусетс. Филлипс также был делегатом Республиканского национального конгресса 1864 года, который повторно назначил Авраама Линкольна на пост президента США.
Однокурсником Филлипса был Уильям Литтл (1821—1857), который в 1852 году помог разработать Конституцию Гавайских островов и был Верховным судьёй Королевства Гавайи до момента преждевременной смерти. В 1866 году Филлипс был приглашён королём Камеамеа V. Приехав в Гонолулу, он стал членом правительства Королевства Гавайи, был назначен генеральным прокурором Гавайев и членом Тайного королевского совета. Кроме того в 1867 году, стал членом Верхней палаты Законодательного собрания Королевства Гавайи и переизбирался в 1868, 1870 и 1872 годах.
В 1868—1869 гг. занимал кресло министра иностранных дел Королевства Гавайи.
После смерти короля Камеамеа V в январе 1873 году вышел в отставку и переехал в Сан-Франциско, где занимался адвокатской практикой.